# Vladimir Kavčič
Vladimir Kavčič, slovenski pisatelj in urednik, * 20. julij 1932, Podgora, Gorenja vas - Poljane v Poljanski dolini, † 22. julij 2014, Ljubljana.

## Življenje
Vladimir Kavčič se je kot prvi od dveh sinov rodil v delavsko-kmečki družini. Otroštvo je preživel pri sorodnikih v Žireh, kjer je bil njegov učitelj očetov prijatelj Anton Jobst. Osnovno šolo je zaradi vojne obiskoval v različnih krajih. Ker je bil med vojno uničen njegov rojstni list, mu je učitelj napisal potrdilo o šolanju, s katerim se je lahko vpisal na klasično gimnazijo v Ljubljano. Na gimnaziji je bil aktiven v mladinskem klubu Karel Destovnik Kajuh, ustanovil in urejal je dijaško glasilo Naša rast, sodeloval pa še pri revijah Mlada pota in Problemi. Po končani gimnaziji se je vpisal na pravno fakulteto, kjer je leta 1958 diplomiral. Ta poklic je izbral zato, da bi se lahko čim bolj posvetil pisanju. Kot pravnik je bil zaposlen pri RTV Slovenija. Bil je še urednik in direktor založbe Borec, direktor Jugoslovanske avtorske agencije, opravljal pa je tudi več političnih in državno-uradniških funkcij s področja kulture – bil je predsednik skupščine Kulturne skupnosti Slovenije, predsednik Republiškega komiteja za kulturo (1986-90) in direktor Zavoda RS za mednarodno znanstveno, tehnično, prosvetno in kulturno sodelovanje. Ob sprejetju je bil najmlajši član Društva jugoslovanskih pisateljev. Bil je sourednik revije Prostor in čas, do upokojitve pa še urednik revije Zveze združenj borcev za vrednote NOB Svobodna misel.
Poročen je bil z Barbaro Brecelj, hčerjo ortopeda in akademika Bogdana Breclja.

## Delo
Kavčič spada med pisatelje druge polovice 20. stoletja oz. med sodobne klasike. Njegova dela so psihološko poglobljene novele in romani s pogostim notranjim monologom, ukvarja pa se tudi z dramatiko (uredil je delo Zločin brez kazni, ki ga je pozneje predelal v dramo) in publicistiko. Glavni tematski izvor njegove proze je druga svetovna vojna, še posebej otroško doživljanje vojnih grozot. 
Vojno sem sprva doživljal predvsem kot stalno, nedoumljivo in nerazložljivo prisotnost smrti. Kot strah, trpljenje, pomanjkanje. Kot nerazložljiv vir sovraštva, grozot, krutosti ... Le postopoma sem razbiral ideološke predznake nasprotij, iz katerih so se kotile vse te grozovitosti.
Poleg pogosteje obdelanih problematik partizanstva in okupatorstva je za Kavčičeva dela značilno odpiranje tabuiziranih tem – kot prvi je v romanu Minevanja pisal o vračanju domobrancev, v romanu Zapisnik pa o dachauskih procesih. Pisal je tudi mladinska dela. Njegov literarni izraz se je razvil od realizma k modernizmu.
Pisati je začel v gimnaziji – nekaj novel, ki jih je pozneje zbral v slogovno neenotni zbirki Čez sotesko ne prideš, je objavil v glasilu Naša rast. V Mladinski reviji (letnik 1950–51) je objavil kratko prozno delo z naslovom Kazen. Njegovo prvo delo Vaška komanda, ki je izšlo med študijem prava, je kazalo še začetniško epsko opisnost. Nadaljnji literarni razvoj Kavčičevih del lahko razdelimo na več tematskih krogov. Za prvega, ki se je začel že z delom Čez sotesko ne prideš, nadaljeval pa z romani Ne vračaj se sam, Ognji so potemneli in Sreča ne prihaja sama, je značilno tematiziranje posameznikove duševne in moralne stiske v vojnem času. V delu Sreča ne prihaja sama se avtor približa nekaterim lastnostim ljudske povesti, besedilo je napisano po vzoru večernic. Za drugi tematski krog je značilno ustvarjanje alegoričnih podob neenakega boja med oblastniško ideologijo in posameznikom, kjer je posameznik na absurden način z zvijačo premagan. Romani drugega tematskega kroga so Tja in nazaj, Od tu dalje in Onkraj in še dlje. Tretji tematski krog predstavljajo trilogija Žrtve I–III in romani Zapisnik, Obleganje neba, Ko nebo zažari in Minevanje – zanje je značilna vojna tematika. Fabulativne in tematske novosti je Kavčič preizkušal v romanih Veleposlanik na Kitajskem in Pesnik in policistka, a z njimi ni dosegel svojih prejšnjih literarnih uspehov. Novelistična besedila je zbral v zbirki Stebri družbe. Romana Pustota in Somrak sta zgodovinska in govorita o tolminskih puntarjih.
Bistvo njegovih del je v družbenokritičnem prikazovanju eksistencialistične moralne plati človekovega doživljanja v vojnem in povojnem času in prostoru.
Pišem o tistem, kar sem doumel kot bistvo svojega časa. Predvsem o tistem, kar je v času človeka mučilo in poniževalo.

### Romani
- Ne vračaj se sam (1959) – vojni roman (COBISS)
- Ognji so potemneli (1960) – vojni roman (COBISS)
- Sreča ne prihaja sama (1961) – vojni roman (COBISS)
- Tja in nazaj (1962) – vojni roman (COBISS)
- Od tu dalje (1964) – vojni roman (COBISS)
- Upanje (1966) – vojni roman(COBISS)
- Žrtve, 1–3 (1968–70) – trilogija, vojni roman (COBISS)
- Onkraj in še dlje (1964, 1971) – nadaljevanje romana Od tu dalje (COBISS)
- Zapisnik (1973) – vojni roman (COBISS)
- Pustota (1976) – zgodovinski roman (COBISS)
- Obleganje neba (1979) – vojni roman (COBISS)
- Živalski krog (1982) – družbenokritični roman (COBISS)
- Ko nebo zažari (1984) – vojni roman, nadaljevanje in epilog romana Žrtve (COBISS)
- Veleposlanik na Kitajskem (1987) (COBISS)
- Pesnik in policistka (1989) (COBISS)
- Minevanje (1994) – vojni roman v dveh delih: 1. Ne vračaj se sam (ponatis romana iz 1959), 2. Minevanje zla (COBISS)
- Somrak (1996) – zgodovinski roman, nadaljevanje romana Pustota (COBISS)
- Vrnitev v izginule kraje (2000) – zgodovinski roman, nadaljevanje romanov Pustota in Somrak (COBISS)
- Prihodnost, ki je ni bilo (2005) – avtobiografski roman (COBISS)
- Od nikoder do nikamor (2012) – vojni roman (COBISS)

### Kratka proza
- Čez sotesko ne prideš (1956) – zbirka novel (COBISS)
- Stebri družbe (1993) – zbirka novel (COBISS)

### Za mladino
- Vaška komanda (1955) – mladinska kratka proza (COBISS)
- Začarani vrt (1968) – zbirka slovenskih narodnih pravljic in pripovedk (COBISS)
- Kaj je povedal ded (1977) – mladinska kratka proza (COBISS)
- Nevarna pot (1983) – mladinska kratka proza (COBISS)

### Drama in radijska igra
- Aleksander Veliki (1972) – zgodovinska alegorična drama (COBISS)
- Termopile (1984) – radijska igra (COBISS)

### Dokumentarna literatura
- Mladost v boju (1980) (COBISS)

## Nagrade
Leta 1976 so mu dodelili nagrado Prešernovega sklada za roman Zapisnik, a je bila zaradi sporne tematike preklicana. Prejel jo je dve leti pozneje za roman Pustota, leta 1977 pa še Prešernovo nagrado gorenjskih občin. 
Prešernovo nagrado je prejel za življenjsko delo leta 2014. Dobil je še Kajuhovo (dvakrat) in Župančičevo nagrado (2005).